# Benoît Caranobe
Benoît Pierre Caranobe (* 12. Juni 1980 in Vitry-sur-Seine) ist ein ehemaliger französischer Turner.

## Erfolge
Benoît Caranobe nahm 2004 in Athen erstmals an den Olympischen Spielen teil. Den Einzelmehrkampf beendete er auf dem 17. Platz und belegte mit der französischen Mannschaft im Mannschaftsmehrkampf den neunten Rang. In den sechs übrigen Einzeldisziplinen kam Caranobe nicht über die Qualifikation hinaus: Am Sprung erreichte er Platz 15, an den Ringen und am Reck wurde er jeweils 36., am Barren belegte er Rang 42, am Boden Rang 49 und am Pauschenpferd Rang 53. Im selben Jahr wurde Caranobe bei den Europameisterschaften in Ljubljana mit der Mannschaft Dritter und gewann damit die Bronzemedaille.
Erfolgreicher verliefen für Caranobe vier Jahre darauf die Olympischen Spiele in Peking. Als Zehnter der Qualifikation beendete er das Finale des Einzelmehrkampfs mit 91,925 Punkten auf dem dritten Platz hinter dem siegreichen Chinesen Yang Wei, der mit 94,575 Punkten Olympiasieger wurde, sowie Kōhei Uchimura aus Japan mit 91,975 Punkten. Am Sprung gelang ihm ebenfalls der Finaleinzug, verpasste mit 16,062 als Fünfter jedoch eine weitere Podestplatzierung. Die Qualifikation am Boden schloss er auf Rang 26 ab, an den Ringen auf Rang 28, am Reck auf Rang 35 und am Barren sowie am Pauschenpferd jeweils auf Rang 37. Mit der französischen Mannschaft belegte er im Mannschaftsmehrkampf Rang acht.
Bei den Mittelmeerspielen 2009 in Pescara gewann Caranobe mit der Mannschaft die Silbermedaille im Mehrkampf und die Goldmedaille im Einzelmehrkampf. Bereits 2001 hatte er bei der Universiade am Sprung Gold gewonnen.